# Romain Bacon

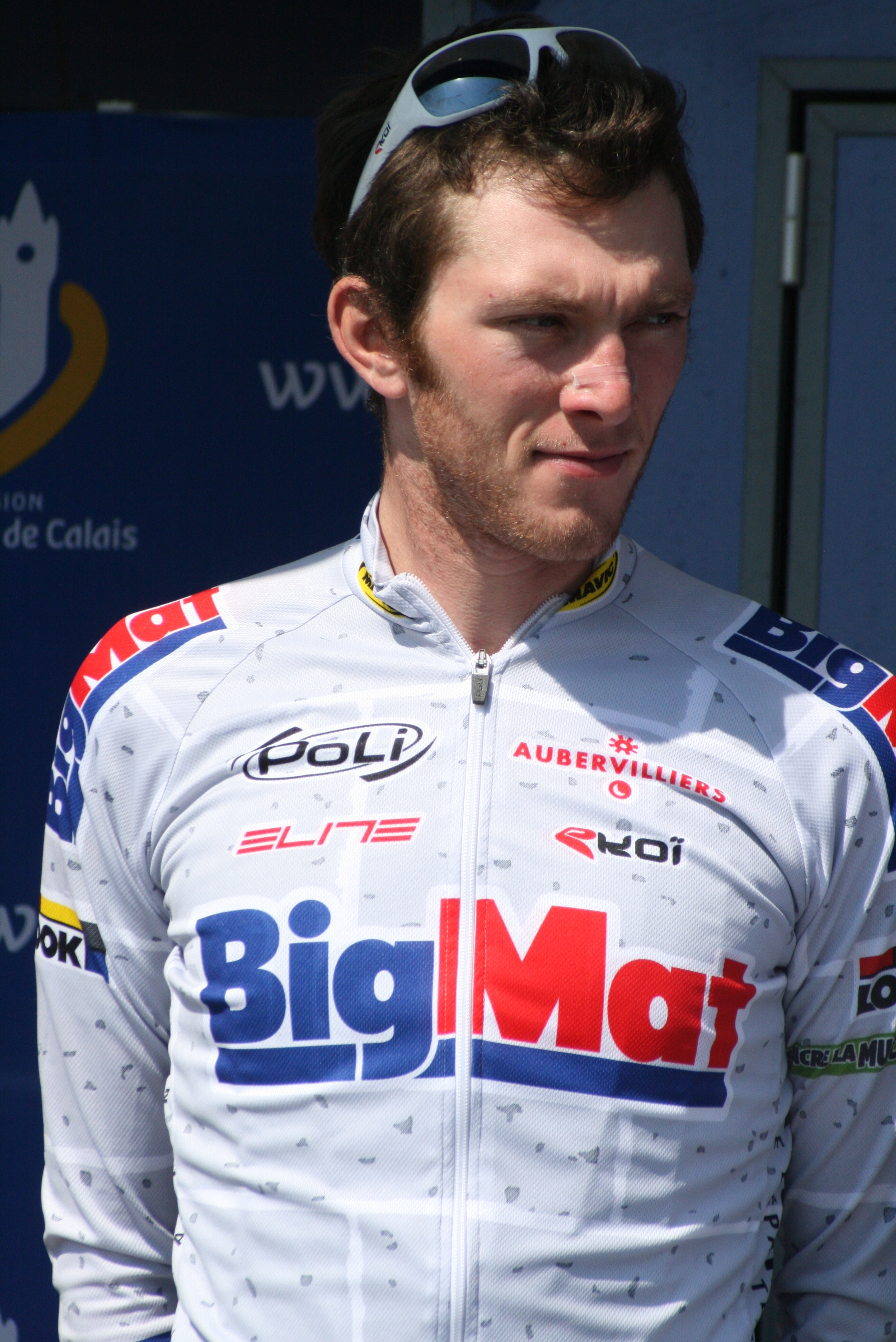
Romain Bacon bei den Vier Tagen von Dünkirchen 2011

Romain Bacon (* 8. März 1990 in Le Blanc-Mesnil) ist ein französischer Straßenradrennfahrer.
Romain Bacon belegte 2007 beim Chrono des Nations den zweiten Platz in der Juniorenklasse. Im nächsten Jahr wurde er französischer Juniorenmeister im Einzelzeitfahren. Außerdem gewann er den Chrono des Nations der Junioren. In der U23-Klasse wurde Bacon 2009 bei der Europameisterschaft 28. im Einzelzeitfahren. In der Saison 2010 fuhr er für das französische Continental Team BigMat-Auber 93 als Stagiaire.

## Erfolge
2008
- Französischer Meister – Einzelzeitfahren (Junioren)
- Chrono des Nations (Junioren)

2014
- Französischer Meister – Einzelzeitfahren (Amateure)

2017
- Sprintwertung Tour de Normandie

## Teams
- 2010 Big Mat-Auber 93 (Stagiaire)
- 2011 Big Mat-Auber 93
- 2012 Auber 93
- 2013 BigMat-Auber 93
- 2014 Team Vulco-VC Vaulx-en-Velin
- 2015 Team Vulco-VC Vaulx-en-Velin
- 2016 Cyclo Club de Nogent-sur-Oise - Dalkia (Frankreich)
- 2017 Cyclo Club de Nogent-sur-Oise (Frankreich)
- 2018 Cyclo Club de Nogent-sur-Oise (Frankreich)
- 2019 CC Nogent-Sur-Oise - Dalkia (Frankreich)
- 2020 CC Nogent-Sur-Oise - Dalkia (Frankreich)